# Pădurea Ceala
Pădurea Ceala este o arie protejată de interes științific, ce corespunde categoriei a IV-a IUCN (rezervație naturală, tip forestier) situată în regiunea sudică a Câmpiei de Vest, pe teritoriul administrativ al județului Arad. Ea se află în estul Parcului Natural Lunca Mureșului.

## Descriere
Aria naturală se află în administrarea Ocolului Silvic Arad. Pădurea se întinde pe o câmpire spre Lunca Râului Mureș, la circa 6 km sud de municipiul Arad. 
Printre speciile predominante de arbori se află stejarul (Quercus robur), stejarul brumăriu (Quercus pedunculiflora), gorunul (Quercus petraea și Quercus dalehampii) și gorunul ardelean (Quercus polycarpa); care vegetează în asociere cu specii de jugastru (Acer campestre), arțar tătărăsc (Acer tataricum) și tei (Tilia tomentosa). Pădurea asigură condiții de viețuire și hrană mai multor mamifere; printre care vulpea și mistrețul.